# ホアビン省
ホアビン省（和平省、ホアビンしょう、ベトナム語：Tỉnh Hoà Bình / 省和平  発音）は、ベトナムのかつての省。省都はホアビン市。西北部に位置する。ダー川を堰き止めたベトナム北部の水瓶、及び水力発電の供給源であるホアビンダムが存在する。
省都のホアビン、及びその奥の里マイチャウは、ハノイから気軽に少数民族（タイ族）を訪れることができる場所として観光客が多く訪れる。
2025年、ヴィンフック省と共にフート省に統合された。

## 行政区画
- ホアビン市（Hòa Bình / 和平）
- ルオンソン県（Lương Sơn / 良山）
- カオフォン県（Cao Phong / 高峰）
- ダバック県（Đà Bắc / 陀北）
- キムボイ県（Kim Bôi / 金盃）
- ラクソン県（Lạc Sơn / 樂山）
- ラクトゥイ県（Lạc Thủy / 樂水）
- マイチャウ県（Mai Châu / 枚州）
- タンラック県（Tân Lạc / 新樂）
- イエントゥイ県（Yên Thủy / 安水）